# Espacios Territoriales de Capacitación y Reincorporación
Los Espacios Territoriales de Capacitación y Reincorporación (ETCR), antiguamente Zonas Veredales Transitorias de Normalización. Son aquellas áreas de ubicación temporal creadas en Colombia por el gobierno colombiano para los exmilitantes de las FARC-EP. Son centros poblacionales resultado de los Acuerdos de paz entre el gobierno de Juan Manuel Santos y las FARC-EP, dentro de los cuales los excombatientes de la extinta guerrilla de las FARC-EP.se han organizado para cumplir con una fase de asentamiento de modo que agilizan lo pactado dentro del acuerdo de paz. En los ETCR se realizan actividades de capacitación y reincorporación temprana con las cuales se pretende facilitar las fases iniciales de adaptación de los miembros de las FARC-EPa la vida civil. De igual forma, se pretende que con estas acciones se pueda aportar positivamente a las comunidades aledañas. Estos espacios, también, son una oportunidad para acercar la oferta pública local (gobernaciones y alcaldías) a la población donde residen los cuales son administrados por la Agencia para la Reincorporación y la Normalización y a partir de 2019 son trasladados administrativamente a los municipios. En 2020 existen 20 ETCR y se han creado aproximadamente 93 Nuevas áreas de reincorporación (NAR).

## Objetivos
Se espera que los ETCR contribuyan a la reincorporación a la vida civil por parte de los excombatientes y que cuenten con las condiciones de acceso a tierras, avance de los proyectos productivos, acceso a solución de vivienda y provisión de bienes y servicios, condiciones que se articulan con autoridades locales y el Gobierno Nacional.

## Distribución de los ETCR
Estas zonas de reincorporación fueron asignadas estratégicamente con el fin de hacer una correcta distribución del personal reincorporado dada la presencia de la extinta guerrilla en la mayoría del país. El gobierno de Colombia dispuso 24 ETCR a nivel nacional, para cumplir con el proceso de reincorporación se dividen en 13 zonas dado que varias están en un mismo departamento y están organizadas de la siguiente manera:
|                                    | Veredas - ETCR      | Municipios             | Departamentos      |
| ETCR con vocacion a Centro Poblado | La Plancha          | Anorí                  | Antioquia          |
| ETCR con vocacion a Centro Poblado | Llanogrande         | Dadeiba                | Antioquia          |
| ETCR con vocacion a Centro Poblado | Agua Bonita         | Montañita              | Caquetá            |
| ETCR con vocacion a Centro Poblado | Miravalle           | San Vicente del Caguán | Caquetá            |
| ETCR con vocacion a Centro Poblado | Monterredondo       | Miranda                | Cauca              |
| ETCR con vocacion a Centro Poblado | El Estrecho         | Patia                  | Cauca              |
| ETCR con vocacion a Centro Poblado | San José de Oriente | La Paz                 | Cesar              |
| ETCR con vocacion a Centro Poblado | Las Colinas         | San José del Guaviare  | Guaviare           |
| ETCR con vocacion a Centro Poblado | Pondores            | Fonseca                | La Guajira         |
| ETCR con vocacion a Centro Poblado | Guajira             | Mesetas                | Meta               |
| ETCR con vocacion a Centro Poblado | La Cooperativa      | Vista Hermosa          | Meta               |
| ETCR con vocacion a Centro Poblado | La Fila             | Icononzo               | Tolima             |
| ETCR con vocacion a Centro Poblado | El Oso              | Planadas               | Tolima             |
| ETCR susceptibles de translado     | Santa Lucía         | Ituango                | Antioquia          |
| ETCR susceptibles de translado     | Carrizal            | Remedios               | Antioquia          |
| ETCR susceptibles de translado     | Filipinas           | Arauquita              | Arauca             |
| ETCR susceptibles de translado     | El Ceral            | Buenos Aires           | Cauca              |
| ETCR susceptibles de translado     | Los Monos           | Caldono                | Cauca              |
| ETCR susceptibles de translado     | Caracolí            | Carmen del Darién      | Chocó              |
| ETCR susceptibles de translado     | Charras             | San José del Guaviare  | Guaviare           |
| ETCR susceptibles de translado     | Yarí                | La Macarena            | Meta               |
| ETCR susceptibles de translado     | La Variante         | Tumaco                 | Nariño             |
| ETCR susceptibles de translado     | Caño Indio          | Tibú                   | Norte de Santander |
| ETCR susceptibles de translado     | La Carmelita        | Puerto Asís            | Putumayo           |